# Hopwood (Wielki Manchester)
Hopwood – dzielnica miasta Heywood, w Anglii, w hrabstwie Wielki Manchester, w dystrykcie Rochdale. Leży 5 km od miasta Rochdale. W 1891 roku civil parish liczyła 4774 mieszkańców. 

## Etymologia
Źródło:

Nazwa miejscowości na przestrzeni wieków:
- 1292 w. – Hoppewode
- 1302 w. – Eppewode i Oppewode
- 1332 w. – Hopwode